# Panu Burnsovi s láskou
Panu Burnsovi s láskou (v anglickém originále To Cur With Love) je 8. díl 24. řady (celkem 516.) amerického animovaného seriálu Simpsonovi. Scénář napsala Carolyn Omineová a díl režíroval Steven Dean Moore. V USA měl premiéru dne 16. prosince 2012 na stanici Fox Broadcasting Company a v Česku byl poprvé vysílán 17. července 2013 na stanici Prima Cool.

## Děj
Během akce v centru Springfieldu předvádí profesor Frink nový vynález, nad kterým brzy ztratí kontrolu, což má za následek zničení Springfieldského domova pro důchodce. Dědeček je tak nucen se přestěhovat k rodině Simpsonových. Mezitím Homer objeví na svém MyPadu hru s názvem Villageville, která spočívá ve stavbě vesnice. Jeho okamžitá závislost na ní způsobí, že začne ignorovat Spasitele, jenž náhle zmizí. Po několika minutách hledání nakonec najdou Simpsonovi Spasitele ukrytého v polici ve spíži pod dřezem. Líza a Bart si uvědomí, že Homer po celou dobu nevěnoval psovi žádnou pozornost. Když Homer prohlásí, že si se Spasitelem nerozumí, protože není „psí člověk“, děda se zmíní o jiném psovi jménem Bongo. Vyjde najevo, že Bongo byl Homerův pes z dětství a zároveň jeho nejlepší přítel. 
Děda brzy odhalí, že během dětské dobročinné akce, kterou pan Burns pořádal, Burns Homera urazil a Bongo ho na oplátku napadl. Velmi rozrušený Burns požadoval, aby mu děda Bonga vydal a on mohl psa nechat zabít. Aby Bongovi zachránil život, poslal ho dědeček na farmu na severu státu, kterou vedla žena jménem paní Viola, ale Homer byl zničený, takže dědeček musel trpět jak synovým hněvem, tak tím, že ho Burns donutil vzít na sebe hroznou práci a příšernou garderobu jako trest za to, že Bonga neobětoval. V současnosti Homer dědečkovi stále zazlívá, že se s Bongem nikdy neuvidí a že si Bongo na svého starého přítele nikdy nevzpomene. Děda pak ukáže Homerovi fotku staršího Bonga, jenž odpočívá na staré mikině, kterou Homer dal Bongovi, když psa nechal paní Viole, což dokazuje, že si ho Bongo stále pamatuje. Homer se snaží popřít pravdu, ale nakonec se rozpláče, když si uvědomí, že děda udělal něco šlechetného a špatně za to trpěl, a okamžitě se s otcem usmíří. Následující noc stráví spaním na gauči s ním a Spasitelem, sně o tom, jak se prochází se Spasitelem po boku mladšího Homera s Bongem, Burnse s jeho psy a Krustyho s gorilou, která byla předchůdcem pana Teenyho. 
Na konci epizody vede pan Burns rozhovor se Smithersem, ve kterém přiznávají, že Mitt Romney prohrál prezidentské volby v roce 2012.

## Přijetí

### Hodnocení
Díl sledovalo celkem 3,77 milionu diváků, což z něj v té době činilo nejméně sledovanou epizodu seriálu. Částečně to bylo způsobeno předcházející vzpomínkovou akcí na střelbu na Sandy Hook Elementary School, která se vysílala živě na většině stanic na východním pobřeží. Přesto se pořad dokázal stát nejsledovanějším pořadem večera na stanici Fox. Toho večera byly nové epizody seriálů Griffinovi a Americký táta nahrazeny reprízami.

### Kritika
Robert David Sullivan z The A.V. Clubu udělil dílu hodnocení C se slovy: „Je to další výlet do minulosti – bez mnoha dobových přívlastků, nad kterými by se dalo pousmát –, který působí jako označení času.“.
Jasper Goodheart ze serveru ShowWatcher napsal: „Není to ohromně vtipná epizoda, ale rozhodně se na ni dá dívat, pokud chcete něco, co vaši Griffinovi a South Park neumí ani zdaleka tak dobře jako Simpsonovi: přimět vás soucítit s těmito postavami.“.